# The Closing of the American Mind
The Closing of the American Mind là một cuốn sách năm 1987 do Allan Bloom, người mô tả "giáo dục đại học đã không dân chủ và bần cùng hóa các linh hồn của sinh viên ngày nay như thế nào." Ông tập trung đặc biệt vào tính "cởi mở" của thuyết tương đối khi ám chỉ đến sự đóng kín được nói đến trong tiêu đề của cuốn sách. Bloom lập luận rằng "cởi mở" và sự hiểu biết tuyệt đối làm xói mòn tư duy phê phán và loại bỏ các "quan điểm" định nghĩa văn hóa.